# Absorption saturée
En physique atomique, l'absorption saturée est une technique expérimentale qui permet de déterminer avec précision la fréquence de transition d'un atome entre son état fondamental et un niveau excité, en particulier lorsque la fréquence est dans le domaine optique. Dans l'idéal, la limite de précision qu'il serait souhaitable d'atteindre est la limite quantique déterminée par la largeur naturelle de la transition, qui dépend de l'inverse du temps de vie de l'état excité. Cependant, les expériences sont en général réalisées sur des vapeurs atomiques à température ambiante, où l'absorption en fonction de la fréquence est fortement élargie à cause de l'effet Doppler. L'absorption saturée permet de connaître précisément la fréquence de l'atome sans avoir besoin de refroidir l'échantillon à des températures où l'effet Doppler deviendrait négligeable (ce qui correspondrait à des températures de l'ordre du millikelvin). Cette technique est utilisée couramment dans les expériences de physique atomique pour verrouiller la fréquence d'un laser sur la fréquence de transition d'un atome.

## Élargissement Doppler du spectre d'absorption d'un atome
D'après la description standard de l'interaction atome-lumière, un atome peut absorber une partie du champ électromagnétique si celui-ci est à la bonne fréquence. Plus précisément, le spectre d'absorption d'un atome est une fonction lorentzienne centré sur la fréquence propre de l'atome, {\displaystyle \omega _{0}} (qu'on cherche à déterminer) et de largeur {\displaystyle \Gamma /2}. Par exemple pour l'atome de rubidium 87, {\displaystyle \omega _{0}\simeq 2\pi \cdot 348} THz et {\displaystyle \Gamma =2\pi \cdot 6,1} MHz. Si l'on dispose d'une cellule de vapeur atomique à température ambiante, alors la distribution des vitesses des atomes suivra une distribution de Maxwell-Boltzmann : 
{\displaystyle n(v)dv=N{\sqrt {\frac {m}{2\pi k_{B}T}}}e^{-{\frac {mv^{2}}{2k_{B}T}}}dv}
où N est le nombre d'atomes, {\displaystyle k_{B}} la constante de Boltzmann et m la masse des atomes. D'après la formule de l'effet Doppler pour des atomes non-relativistes, leur fréquence de résonance dans le référentiel du laboratoire {\displaystyle \omega _{lab}} dépend de leur fréquence propre {\displaystyle \omega _{0}} et de leur vitesse dans le référentiel du laboratoire v :
{\displaystyle \omega _{lab}=\omega _{0}(1\pm {\frac {v}{c}})}
On peut remplacer la valeur de v dans la distribution des vitesses par une expression dépendant de {\displaystyle \omega _{lab}}, {\displaystyle \omega _{0}} et de c la vitesse de la lumière. On obtient alors le spectre d'absorption de l'atome, qui est une gaussienne (en réalité un convolution entre une gaussienne et une lorentzienne, mais qu'on peut ici négliger à cause des ordres de grandeur ci-dessous) centrée en {\displaystyle \omega _{0}} et de largeur à mi-hauteur
{\displaystyle \Delta \omega _{lab}=2\omega _{0}{\sqrt {2\ln(2){\frac {k_{B}T}{mc^{2}}}}}}
Pour un atome de rubidium à température ambiante, on obtient
{\displaystyle \Delta \omega _{lab}\simeq 500\mathrm {MHz} >>\Gamma /2\simeq 3\mathrm {MHz} }
Ainsi sans autre dispositif expérimental la mesure de l'absorption d'une vapeur d'atomes pour connaître les fréquences de transition donnera un résultat dont l'incertitude sera lié à l'élargissement Doppler plutôt qu'à l'incertitude fondamentale qui existe sur cette fréquence.

## Principe de l'absorption saturée
Pour pallier ce problème, on utilise une idée assez générale en physique qui est d'effectuer une expérience dite "pompe-sonde". On envoie à travers le nuage d'atome un premier faisceau laser, intense et se propageant selon la direction -x, qui sera le faisceau pompe. Ensuite, on envoie un autre faisceau, contrapropageant (ie se propageant selon la direction +x), de faible puissance et ayant la même fréquence que le premier ; ce deuxième faisceau est le faisceau sonde. L'absorption du faisceau sonde est mesurée grâce à une photodiode dont la sortie est analysée.
Supposons dans un premier temps que la fréquence des faisceaux soit légèrement désaccordée vers le rouge par rapport à la fréquence propre des atomes. Alors le faisceau pompe va interagir avec les atomes dont la vitesse suivant l'axe x sera positive, qui se rapprochent de la source de photons ; ainsi grâce à l'effet Doppler le faisceau pompe est à la bonne fréquence pour ces atomes. Le faisceau sonde, lui va interagir avec d'autres atomes, à savoir ceux dont la vitesse suivant l'axe x est négative. Inversement, si la fréquence des lasers est légèrement désaccordée vers le bleu, les faisceaux pompe et sonde n'interagissent toujours pas avec les mêmes atomes, ils interagissent avec les atomes ayant une vitesse négative selon la direction x pour le faisceau pompe et avec les atomes ayant une vitesse positive selon la direction x pour le faisceau sonde.

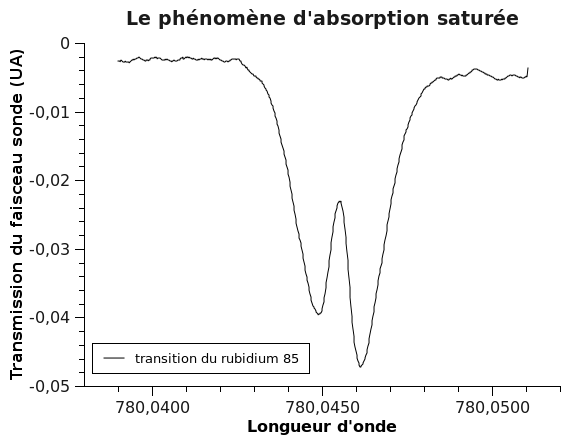
Signal caractéristique de l'absorption saturée (absorption du faisceau sonde en fonction de la longueur d'onde du laser), avec un large profil gaussien auquel vient s'ajouter un pic correspondant à l'absorption saturée, qui détermine précisément la position de la résonance atomique

Considérons maintenant le cas où les faisceaux sont exactement à la fréquence propre des atomes. Alors le faisceau pompe et le faisceau sonde interagissent avec les mêmes atomes, à savoir ceux dont la vitesse suivant l'axe x est nulle (pas besoin d'effet Doppler pour être résonnant). Comme le faisceau pompe est intense, il sature la transition atomique, ce qui signifie qu'un photon issu de la sonde arrivant sur un atome dont la vitesse selon x est nulle a une forte probabilité de trouver l'atome dans son état excité. L'interaction entre le photon et l'atome n'est alors pas une absorption mais correspond au phénomène d'émission stimulée, et a pour conséquence que le photon issu de la sonde continue son chemin et fini par sortir de l'échantillon : le faisceau sonde est beaucoup moins absorbé qu'en l'absence du faisceau pompe (ce qui correspondrait à une spectroscopie classique). En analysant les données de la photodiode pour différentes fréquences des lasers, on voit donc apparaître un profil gaussien dû à l'effet Doppler, et au milieu de ce profil un pic étroit qui correspond à une transmission à nouveau élevée : la position de ce pic correspond à la fréquence de transition de l'atome.

## Réalisation expérimentale
Les faisceaux pompe et sonde, à la même fréquence, sont issus d'un même laser, qu'on peut protéger des réflexions parasites en utilisant un isolateur optique. Le faisceau sonde peut être créé en utilisant la partie du faisceau laser initial (pompe) réfléchie par une lame de verre. Il est également possible d'utiliser un signal modulé, par exemple en ajoutant une variation sinusoïdale sur le courant. Cela peut faciliter le traitement du signal par la suite, en particulier si le signal d'absorption saturée sert à verrouiller la fréquence d'un laser (tâche pour laquelle on peut utiliser une détection synchrone).
De plus, la description du principe de l'absorption saturée du paragraphe précédent ne prenait en compte qu'un atome à deux niveaux. En réalité pour une fréquence optique donnée, plusieurs transitions sont possibles car leurs fréquences sont très proches. Par exemple pour l'atome de rubidium le niveau excité est en fait constitué de plusieurs niveaux distants d'une centaine de mégahertz à cause de l'interaction entre le spin du noyau et le spin de l'électron de valence. Cela signifie qu'il n'y a pas qu'une seule résonance : on devrait donc voir apparaître pour une résolution en longueur d'onde suffisante un nouveau pic pour chacune de ces transitions. De plus, lorsque plusieurs transitions sont possibles, on peut en plus observer des « pics intermédiaires », qui correspondent à la situation où la fréquence du laser est telle qu'il existe une vitesse (non nulle) suivant l'axe x de manière qu'un atome ayant cette vitesse soit résonnant avec le faisceau pompe pour une transition et résonnant avec le faisceau sonde pour une autre transition. Ainsi lors d'une expérience d'absorption saturée de qualité de nombreux pics sont visibles, il s'agit ensuite de les identifier pour utiliser la détermination précise des fréquences que cette technique permet.